# Syvmandsrugby under sommer-OL 2020
Syvmandsrugby under sommer-OL 2020 bliver afviklet på Tokyo Stadium, der ligger i Heritage zonen. Turneringen er for både herrer og damer, hver med tolv deltagende hold. 

## Turneringsformat
Turnering består af 12 hold for begge køn. 

## Medaljefordeling

### Medaljetabel
| Placering | Land        | Guld | Sølv | Bronze | Total |
| --------- | ----------- | ---- | ---- | ------ | ----- |
| 1         | New Zealand | 1    | 1    | 0      | 2     |
| 2         | Fiji        | 1    | 0    | 1      | 2     |
| 3         | Frankrig    | 0    | 1    | 0      | 1     |
| 4         | Argentina   | 0    | 0    | 1      | 1     |
| Total     | Total       | 2    | 2    | 2      | 6     |